# 4·13 호헌 조치
4·13 호헌 조치(4·13 護憲 措置)는 1987년 4월 13일, 전두환 대통령이 취한 조치이다. 일종의 특별 선언이기도 하다. 말 그대로 "현행 헌법을 유지한다"(보호한다, 수호한다, 지키겠다)는 의미를 담고 있다

## 배경
1980년 무력으로 정권을 장악한 전두환 대통령은 제5공화국 헌법을 제정한 뒤 대통령에 취임했다. 이후 대통령의 임기 제한과 입법부의 권력 강화, 통금 해제 및 교복 자율화 등의 유화 조치를 취한다. 그리고 1986년 아시안 게임과 1988년 올림픽을 유치하며 지지 기반을 공고히 닦았다. 그러나 정반대로 재야 인사들에 대한 강경 조치와 시위 탄압은 더해갔다.
1985년 2·12 총선 이후 야당과 재야세력은 간선제로 선출된 제5공화국 전두환 대통령의 도덕성과 정통성 결여, 비민주성을 비판하면서 직선제 개헌을 주장하였다. 1986년 2월 각계 각층에서 대통령 직선제를 중점으로 하는 민주헌법쟁취투쟁이 확산되고, 신한민주당이 1000만 개헌 서명운동에 돌입하면서 개헌 논의는 더욱 확산되었다.
이어 같은 해 7월 30일에는 여야 만장일치로 헌법개정특별위원회가 발족하였다. 그러나 집권 여당인 민주정의당은 의원내각제를, 야당은 대통령 직선제를 주장함에 따라 개헌 논의는 처음부터 난관에 부딪혔다. 그후 1987년 1월 14일 서울대학교 재학생이던 박종철이 치안본부 남영동 대공분실에서 조사를 받다 고문과 폭행으로 사망한 사건이 일어났다.
이로 인해 국민들의 민주화 요구는 거세지고, 대통령 직선제 개헌 논의가 활발하게 이루어지자 정권 유지에 불안을 느낀 전두환은 그해 4월 13일 모든 개헌 논의를 금지하는 조치를 단행하였다. 이 조치가 4·13 호헌 조치이다. 여야가 헌법안에 합의하면 개헌할 용의가 있지만, 야당의 억지로 합의가 불가능해졌기 때문에 어쩔 수 없이 간선제인 현행 헌법을 고수할 수밖에 없다는 것이 주요 내용이다. 일체의 개헌 논의를 중단시키고, 1988년 2월 정부를 이양하겠다는 것이 4·13 호헌 조치의 요지이다.

## 특별 선언
1987년 4월 13일, 전두환은 ‘대통령 특별담화’를 발표했다. 그는 특별담화를 통해서 다음과 같이 말하였다.
본인은 얼마 남지 않은 촉박한 임기와 현재의 국가적 상황을 종합적으로 판단하여 중대한 결단을 내리지 않으면 안되게 되었습니다. 이제 본인은 임기 중 개헌이 불가능하다고 판단하고 현행 헌법에 따라 내년 2월 25일 본인의 임기 만료와 더불어 후임자에게 정부를 이양할 것을 천명하는 바입니다. 이와 함께 본인은 평화적인 정부 이양과 서울올림픽이라는 양대 국가 대사를 성공적으로 치르기 위해서 국론을 분열시키고 국력을 낭비하는 소모적인 개헌 논의를 지양할 것을 선언합니다. 본인의 이 결단은 오늘의 망국을 타계하고 국가 목표를 수행하는 데 현실적으로 최선의 길이라는 판단에 따른 것으로서 국민 여러분께서 전폭적인 도움과 신뢰를 보내주실 것을 간곡히 당부하고자 합니다. 2가지의 국가 대사를 완성한 후에 충분한 시간을 두고 개헌 문제를 다시 생각한다면 나라의 백년대계를 위한 좋은 방안이 발견될 수 있을 것으로 본인은 확신하는 바입니다. 이제 우리의 정치도 나라와 사회 성장발전에 부응하는 선진 정치의 길로 나아가야 한다는 신념에서 본인은 남은 기간 동안 민주발전의 기반을 더욱 넓히고 사회 안정과 국민 화합을 다지기 위한 조치들을 더욱 과감하게 추진해 나가고자 합니다. 그러한 노력의 하나로 본인은 국민의 정치 참여를 확대하기 위한 지방자치제를 강제적으로 실시해 나갈 계획입니다. 이 문제가 조속히 매듭지어져서 본인의 임기 내에 지방 자치가 시작된다면 민주 발전을 위한 또 하나의 튼튼한 토대가 마련되는 것입니다. 이와 함께 본인이 강조하고 싶은 것은 이제는 우리의 정치도 시대의 변천과 사회의 발전에 따라 꾸준한 신진대사가 이루어져야 한다는 사실입니다. 낡은 시대의 낡은 사고방식에 젖어 있는 인물에게 발전하는 나라의 장래를 의탁할 수는 없는 것입니다. 그러한 점에서 전환기의 정치를 이끌어나갈 참신하고 유능한 정치 신진들을 광범위하게 포용하고 육성하는 정당의 노력은 매우 필요하다고 하겠습니다.— 1987년 4월 13일
대통령 전두환

이후 전두환은 대통령 선거인단 선거와 대통령 선거는 1987년 내에 공정한 선거관리를 통해 자유 경선의 분위기가 보장되는 가운데 차질없이 실시할 수 있게 모든 노력을 다할 것이라고 다짐했으며, 또 민정당의 후임 대통령 후보는 조속한 시일 안에 국민의 지지를 받을 수 있는 인물 가운데서 당헌 절차와 민주 방식에 따라 전당대회에서 선출되도록 할 것이라고 말했다.

## 여파
정부 측은 담화 발표가 국민들의 큰 기대를 얻을 것이라 믿었다. 그러나 이는 '호헌 조치'라는 그 이름대로 현행 헌법에 따라 권력을 이양한다는 것이었기에, 오히려 국민들의 민주화 요구에 불을 댕기는 역효과를 낳았다. 조치가 발표되면서 전국 각지에서 장기집권의 음모를 비난하고, 개헌을 요구하는 시위가 잇따랐다. 이 와중에 박종철 사건이 애초에 당국이 발표한 내용과는 달리 고문치사로 인해 사망한 사실이 밝혀졌다. 이후 국민들의 시위는 더욱 격렬해져 1987년 6월 10일에는 전국 18개 도시에서 민주헌법쟁취국민운동본부가 주최하는 대규모 가두집회가 열렸다.
마침내 전두환은 “더이상 이럴 순 없다”는 결단을 내린 뒤, 여당 총재 노태우를 통해 시국수습방안을 발표하게 한다. 이를 통해 '5년 단임의 대통령을 직접 선거로 뽑는다'는 헌법이 정해졌으며, 이에 따라 치러진 선거에서 여당의 노태우 후보가 당선됨에 따라 제5공화국은 종말을 고하게 된다.

## 같이 보기
- 제5공화국
  - 12·12 군사 반란
  - 1985년 대한민국 총선
- 전두환